# 183 f.Kr.
| 183 f.Kr.          |
| ------------------ |
| Dødsfald - Fødsler |
|                    |

## Dødsfald
- Hannibal, hærfører fra Karthago (født 247 f.Kr.)